# Nagykanizsa Demons a 2006-os szezonban
A 2006-os évben a Nagykanizsa Demons amerikaifutball-csapata 5 mérkőzést játszott, ebből 2 nyert, és 3 vesztett mérkőzés. A csapat a II. Hungarian Bowl-on a 6. helyezést érte el.

## A szezon

### II. Hungarian Bowl

#### Nagykanizsa Demons–Zala Predators57-19
| Negyed    | 1  | 2  | 3 | 4  | Tot |
| --------- | -- | -- | - | -- | --- |
| Demons    | 16 | 14 | 7 | 20 | 57  |
| Predators | 0  | 6  | 0 | 13 | 19  |

- Időjárás: 16 °C (esős)
- Kezdés: 2006. április 29. 15:00
- Helyszín: Nagykanizsa Mindenki Sportpálya
- Nézőszám: 300
- MVP: Horváth Zoltán #27 – Nagykanizsa Demons

Az első negyed egyértelmű nagykanizsai fölényt hozott, a második negyedre ez valamennyire kiegyenlítődött. A félidő után várható volt, hogy a Predátorok összeszedik magukat és megpróbálják az eredményt megfordítani. Amire nem lehetett számolni az a sok sérülés volt a zalaiak részéről. Bár a mérkőzés nem volt túlságosan kemény, talán a csúszós, vizes talaj miatt, vagy a játékosok gyakorlatlanságából adódóan az amúgy is relatíve kis létszámmal felálló zalai csapat a mérkőzés alatt mintegy 12 embert veszített.
A negyedik negyedre állandósult a nagykanizsai fölény köszönhetően többek között annak is, hogy a zalai védelem folyamatosan vesztette el embereit. A közepes iramú meccsen látható volt, hogy a Démonok nem tétlenkedtek a tél folyamán, nagyon jól megszervezték a védelmüket és köszönhetően a 27-es számmal játszó Horváth Zoltánnak a támadásaik is rendre célba értek. A sok szabálytalansággal tarkított mérkőzést megkímélte az eső, de a 4 és fél órát tartó küzdelem után ismét eleredt.
- Megjegyzés

Döbröntey Tamást, a Zala Predators játékosát tettleges bántalmazás miatt kiállították.
- Pontok[1]
  - ND – Horváth Z. 15 run (Takács E. kick)
  - ND – Horváth Z. 6 run (Takács E. kick)
  - ND – Őri Á. safety
  - ZP – Dombai 5 run (Galambos kick failed)
  - ND – Őri Á. 1 run (Takács E. kick)
  - ND – Vidovics F. 5 pass from Bodnár A. (Takács E. kick)
  - ND – Horváth Z. 2 run (Takács E. kick)
  - ND – Németh M. 5 pass from Katona M. (Takács E. kick)
  - ND – Őri Á. 1 run (Takács E. kick)
  - ZP – Dombai 80 run (Galambos kick blocked)
  - ND – Horváth Z. 10 run (Takács E. kick)
  - ZP – Kósa 44 pass from Dombai (Galambos kick)

#### Nagykanizsa Demons–Győr Sharks32-66
| Negyed | 1  | 2  | 3  | 4 | Tot |
| ------ | -- | -- | -- | - | --- |
| Demons | 6  | 13 | 7  | 6 | 32  |
| Sharks | 13 | 20 | 26 | 7 | 66  |

- Időjárás: 20 °C (napos)
- Kezdés: 2006. május 20. 15:00
- Helyszín: Nagykanizsa Mindenki Sportpálya
- Referee: Udvardi Gyula
- Nézőszám: 310
- MVP: Horváth Norbert #38 – Győr Sharks

Nagyon izgalmas és sportszerű mérkőzést láthatott a kilátogató mintegy 310 néző szombaton, amikor is a Nagykanizsa Demons csapott össze a Győr Sharks csapatával. Igazi gólzáporos meccs volt, 15 touchdown-t érvényesítettek a csapatok. A Cápák inkább a futójátékukat vetteték be, míg a nagykanizsára inkább az aktív passzjáték volt jellemző.
Mindkét csapat nagyon összeszedett volt, de a Cápák védősora erősebbnek bizonyult a Démonokénál. Főként ez döntötte el a mérkőzés végkimenetelét is. A második félidőben volt nagykanizsai oldalról egy erősebb próbálkozás, hogy lefaragjanak a hátrányukból, de már nem tudták megfogni a Cápákat. A harmadik negyedben még inkább megerősítették pozíciójukat a Cápák, ebben a negyedben 26 pontot érvényesítettek. A negyedik negyedre kicsit alább hagyott a mérkőzés dinamizmusa, a Cápák már biztosak voltak a sikerben.
- Pontok[2]
  - GS – Kohut D. 63 run (Dezső S. kick blocked)
  - ND – Horváth Z. 21 run (Takács E. kick blocked)
  - GS – Szabó G. 61 run (Dezső S. kick)
  - GS – Horváth N. 2 run (Dezső S. kick)
  - ND – Németh M. 22 pass from Bodnár A. (Takács E. kick blocked)
  - GS – Horváth N. 1 run (Dezső S. kick blocked)
  - ND – Németh M. 29 pass from Bodnár A. (Takács E. kick)
  - GS – Szabó G. 1 run (Dezső S. kick)
  - GS – Horváth N. 4 run (Dezső S. kick blocked)
  - GS – Schwarz S. 33 run (Dezső S. kick)
  - GS – Perl B. 58 interception return (Dezső S. kick failed)
  - ND – Németh M. 6 run (Takács E. kick)
  - GS – Szegesz Sz. 8 run (Szabó G. kick)
  - GS – Sarmon G. 5 run (Dezső S. kick)
  - ND – Cseh-Németh I. 7 pass from Katona M. (Takács E. kick blocked)

#### Budapest Black Knights–Nagykanizsa Demons27-23
| Negyed        | 1 | 2  | 3 | 4  | Tot |
| ------------- | - | -- | - | -- | --- |
| Black Knights | 0 | 14 | 0 | 13 | 27  |
| Demons        | 7 | 0  | 7 | 9  | 23  |

- Kezdés: 2006. május 28. 15:00
- Helyszín: Budapest BVSC Stadion
- Nézőszám: 400
- MVP: Michaletzky Bálint #15 – Budapest Black Knights

Az első negyedben még úgy tűnt, hogy jobb formában vannak a Démonok, rögtön egy touchdown-t érvényesítettek és az extra pont megszerzésére való kísérletük is sikeres volt. A második negyedben azonban a Lovagok nagyon magukra találtak és két touchdown-t is produkáltak, amik után mindkétszer a labda az U alakú kapun túl kötött ki. A második félidőt követően kicsit megint leeresztett a Lovagok gárdája, a Démonok ezt ki is használták és újabb touchdown-t csináltak, de a Lovagok mindenre elszántak voltak, nyerni akartak a hazai pályán. A negyedik negyed ismét a Knights-é volt, aminek a vége hihetetlen izgalmakat hozott. A Lovagok 6 pontos előnnyel álltak a mérkőzés vége előtt 59 másodperccel és náluk volt a labda. Válaszút elé érkezett a csapat és a lehető legjobb taktikát választották. Nem puntoltak, hanem beáldoztak két pontot az előnyükből (safety) és így le is futott a hátralévő idő. Ehhez hozzátartozik, hogy a Démonok nem a jó taktikát választották, mivel az elkapott labdával a játékosuk túl sokáig futott a pályán és ezzel lejárt a Démonok ideje arra, hogy megfordítsák a mérkőzés állását.
- Megjegyzés

Márton Richárdot, a Budapest Black Knights játékosát tettleges bántalmazás miatt kiállították.
- Pontok[3]
  - ND – Németh M. 7 pass from Bodnár A. (Takács E. kick)
  - BK – Michaletzky B. 7 run (Nagy P. kick)
  - BK – Buús J. 42 run (Nagy P. kick)
  - ND – Cseh-Németh I. 9 pass from Bodnár A. (Takács E. kick)
  - ND – Vidovics F. 7 pass from Bodnár A. (Takács E. kick)
  - BK – Michaletzky B. 1 run (Nagy P. kick)
  - BK – Michaletzky B. 1 run (Nagy P. kick failed)
  - ND – Safety

#### ARD7 Budapest Wolves II–Nagykanizsa Demons21-9
| Negyed    | 1 | 2 | 3 | 4 | Tot |
| --------- | - | - | - | - | --- |
| Wolves II | 7 | 8 | 0 | 6 | 21  |
| Demons    | 3 | 6 | 0 | 0 | 9   |

- Időjárás: 16 °C (felhős)
- Kezdés: 2006. június 10. 16:00
- Helyszín: Budapest Wolves Stadion
- Nézőszám: 500
- MVP: Püski Zsolt #52 – Budapest Wolves II

A mérkőzés első fele hozta a nagyobb izgalmakat, a szebb játékot. A Kanizsa sokkal idegesebb volt, mint az előző mérkőzésein, a Wolves viszont jobban ott volt a pályán fejben, mint a Szolnok ellen, az elmúlt héten. A második félidő lett a küzdelmesebb, harcosabb. A Kanizsa kissé elfogyott elképzelések terén, és mivel a futások nem hoztak túl sok yardot, a passzokra álltak át, de következetesen a #19-cel játszó Németh Milánt tömték labdával, akire viszont már ráálltak a Wolves védői. A félidő így kevés pontot hozott, de végig biztos volt az egyértelmű Farkas győzelem. Ezzel a megnyert mérkőzéssel a Wolves matematikai esélyt sem adott a többi csapatnak arra, hogy a rájátszásba kerüljenek.
- Pontok[4]
  - BW – Beni 5 run (Stumpf M. kick)
  - ND – FG Takács E. 40
  - BW – safety
  - BW – Kiss 5 run (Újfalusi Á. rush failed)
  - ND – Németh M. 37 pass from Bodnár A. (Takács E. kick blocked)
  - BW – Kiss 67 run (Stumpf M. kick blocked)

### Postseason

#### North Pest Vipers–Nagykanizsa Demons18-21
| Negyed | 1  | 2  | 3 | 4 | Tot |
| ------ | -- | -- | - | - | --- |
| Vipers | 12 | 0  | 6 | 0 | 18  |
| Demons | 7  | 14 | 0 | 0 | 21  |

- Időjárás: 22 °C (napos)
- Kezdés: 2006. október 21. 13:00
- Helyszín: Budapest BVSC Stadion
- Referee: Szerényi Gábor
- Nézőszám: 400
- MVP: Őri Árpád #38 – Nagykanizsa Demons

A Vipers az Eger legyőzése után egy másik, a bajnokságot is megjárt ellenféllel kezdett.
A találkozó elején a Démonok álmosan kezdtek, az első drive-jukon fumble-lel elvesztették a labdát. A Vipers jól váltogatta a passzokat és futásokat, és a turnover után egy futással máris ők vezettek. A gyors iramot jól jelzi, hogy zsinórban négy akció ért véget TD-vel, előbb a Nagykanizsa fordított 7-6-ra, majd a Vipers egy fantasztikus, 74 yardos elkapással szerezték vissza a vezetést, végül újra a Demons következett egy futott touchdownnal. Az erős tempóban megfáradt offense-ek egy kicsit visszavettek, a védelmek pedig tették a dolgokat, majdnem a félidő végéig, azonban a vendégek egy tökéletes védekezés után Őri révén 21-12-re növelték előnyüket. A szünet utána a Vipers megint egy TD-vel kezdett, felhozva magukat 21-18-ra. Ez a félidő legelső drive-ja volt, innentől azonban egyik csapat sem tudott pontokat szerezni, a védelmek minden próbálkozásnak útját állták.
A Nagykanizsa egy hosszabb szünet után lépett újra pályára, és egy kemény, felkészült pesti csapattal találta magát szembe. A Vipers jövőre a bajnokságban meglepetés lehet, ha a speciális csapaton még fejlesztenek (mindhárom extra pontot blockolta a Demons), akkor ezektől az értékes pontoktól sem esnek el.
- Pontok[5]
  - NVP – Lesi P. 1 run (Szentirmai Z. kick blockd)
  - ND – Kiss R. 13 run (Takács E. kick)
  - NVP – Birkás D. 74 pass from Magócsi Á. (Szentirmai Z. kick blockd)
  - ND – Őri Á. 1 run (Takács E. kick)
  - ND – Őri Á. 4 run (Takács E. kick)
  - NVP – Lesi P. 5 pass from Magócsi Á. (Szentirmai Z. kick blockd)

## Csapat statisztika[6]
|                         |                         | Demons   | Ellenfél |
| ----------------------- | ----------------------- | -------- | -------- |
| Scoring                 | Scoring                 | 142      | 151      |
| First Downs             | First Downs             | 104      | 83       |
|                         | Rushing                 | 43       | 58       |
|                         | Passing                 | 40       | 18       |
|                         | Penalty                 | 21       | 7        |
| Rushing Yardage         | Rushing Yardage         | 633      | 1192     |
|                         | Yards gained rushing    | 893      | 1322     |
|                         | Yards lost rushing      | 260      | 130      |
|                         | Rushing Attempts        | 166      | 188      |
|                         | Average Per Rush        | 3.8      | 6.3      |
|                         | Average Per Game        | 126.6    | 238.4    |
|                         | TDs Rushing             | 11       | 19       |
| Passing Yardage         | Passing Yardage         | 1047     | 490      |
|                         | Att-Comp-Int            | 138-66-7 | 72-27-1  |
|                         | Average Per Pass        | 7.6      | 6.8      |
|                         | Average Per Catch       | 15.9     | 18.1     |
|                         | Average Per Game        | 209.4    | 98.0     |
|                         | TDs Passing             | 9        | 3        |
| Total Offense           | Total Offense           | 1680     | 1682     |
|                         | Total Plays             | 304      | 260      |
|                         | Average Per Play        | 5.5      | 6.5      |
|                         | Average Per Game        | 336.0    | 336.4    |
| Kick Returns: #-Yards   | Kick Returns: #-Yards   | 26-556   | 19-243   |
| Punt Returns: #-Yards   | Punt Returns: #-Yards   | 8-121    | 10-120   |
| Int Returns: #-Yards    | Int Returns: #-Yards    | 1-30     | 7-117    |
| Fumbles-Lost            | Fumbles-Lost            | 4-2      | 5-5      |
| Penalties-Yards         | Penalties-Yards         | 41-357   | 32-304   |
| Punts-Avg               | Punts-Avg               | 14-31.6  | 15-35.9  |
| Time of Possession/Game | Time of Possession/Game | 39:56    | 22:58    |
| 3rd-Down Conversation   | 3rd-Down Conversation   | 21/55    | 12/43    |
| 4th-Down Conversation   | 4th-Down Conversation   | 6/16     | 6/12     |

## Egyéni statisztika[7]

### Rushing
| RUSHING        | RUSHING | RUSHING | RUSHING | RUSHING | RUSHING | RUSHING | RUSHING | RUSHING | RUSHING |
|                | GP      | Att     | Gain    | Loss    | Net     | Avg     | TD      | Long    | Avg/G   |
| -------------- | ------- | ------- | ------- | ------- | ------- | ------- | ------- | ------- | ------- |
| Horváth Zoltán | 4       | 92      | 605     | 120     | 485     | 5.3     | 5       | 35      | 124.0   |
| Őri Árpád      | 5       | 41      | 193     | 30      | 163     | 4.0     | 4       | 22      | 32.6    |
| Peti János     | 5       | 7       | 37      | 0       | 37      | 5.3     | 0       | 16      | 7.4     |
| Kiss Rudolf    | 5       | 1       | 13      | 0       | 13      | 13.0    | 1       | 13      | 2.6     |
| Németh Milán   | 5       | 1       | 5       | 0       | 5       | 5.0     | 0       | 0       | 1.0     |
| Katona Márk    | 5       | 13      | 25      | 49      | -24     | -1.8    | 1       | 14      | -4.8    |
| Bodnár Attila  | 5       | 11      | 15      | 61      | -46     | -4.2    | 0       | 7       | -9.2    |
| Total          | 5       | 166     | 893     | 260     | 633     | 3.8     | 11      | 35      | 126.6   |
| Opponents      | 5       | 188     | 1322    | 130     | 1192    | 6.3     | 19      | 80      | 238.4   |

### Passing
| PASSING       | PASSING | PASSING | PASSING     | PASSING | PASSING | PASSING | PASSING | PASSING |
|               | GP      | Effic   | Att-Cmp-Int | Pct     | Yds     | TD      | Lng     | Avg/G   |
| ------------- | ------- | ------- | ----------- | ------- | ------- | ------- | ------- | ------- |
| Bodnár Attila | 5       | 130.49  | 98-48-5     | 49.0    | 795     | 7       | 44      | 159.0   |
| Katona Márk   | 5       | 104.42  | 40-18-2     | 45.0    | 252     | 2       | 28      | 50.4    |
| Total         | 5       | 122.93  | 138-66-7    | 47.8    | 1047    | 9       | 44      | 209.4   |
| Opponents     | 5       | 105.64  | 72-27-1     | 37.5    | 490     | 3       | 74      | 98.0    |

### Receiving
| RECEIVING          | RECEIVING | RECEIVING | RECEIVING | RECEIVING | RECEIVING | RECEIVING | RECEIVING |
|                    | GP        | No.       | Yds       | Avg       | TD        | Long      | Avg/G     |
| ------------------ | --------- | --------- | --------- | --------- | --------- | --------- | --------- |
| Németh Milán       | 5         | 25        | 503       | 20.1      | 5         | 44        | 100.6     |
| Vidovics Attila    | 5         | 12        | 120       | 10.0      | 0         | 24        | 24.0      |
| Cseh-Németh István | 4         | 11        | 176       | 16.0      | 2         | 24        | 44.0      |
| Vidovics Ferenc    | 5         | 9         | 88        | 9.8       | 2         | 21        | 17.6      |
| Foray Zoltán       | 5         | 8         | 153       | 19.1      | 0         | 28        | 30.6      |
| Dávidovics László  | 5         | 1         | 7         | 7.0       | 0         | 7         | 1.4       |
| Total              | 5         | 66        | 1047      | 15.9      | 9         | 44        | 209.4     |
| Opponents          | 5         | 66        | 1047      | 15.9      | 9         | 44        | 209.4     |

### Punting
| PUNTING      | PUNTING | PUNTING | PUNTING | PUNTING | PUNTING | PUNTING | PUNTING | PUNTING | PUNTING |
|              | GP      | No.     | Yds     | Avg     | Long    | TB      | FC      | In20    | Blkd    |
| ------------ | ------- | ------- | ------- | ------- | ------- | ------- | ------- | ------- | ------- |
| Németh Milán | 5       | 11      | 392     | 35.6    | 54      | 0       | 0       | 1       | 0       |
| Takács Endre | 5       | 3       | 50      | 16.7    | 23      | 0       | 0       | 0       | 0       |
| Total        | 5       | 14      | 442     | 31.6    | 54      | 0       | 0       | 1       | 0       |
| Opponents    | 5       | 15      | 538     | 35.9    | 55      | 0       | 0       | 1       | 1       |

### Punt Returns
| PUNT RETURNS  | PUNT RETURNS | PUNT RETURNS | PUNT RETURNS | PUNT RETURNS | PUNT RETURNS | PUNT RETURNS |
|               | GP           | No.          | Yds          | Avg          | TD           | Long         |
| ------------- | ------------ | ------------ | ------------ | ------------ | ------------ | ------------ |
| Foray Zoltán  | 5            | 5            | 87           | 17.4         | 0            | 30           |
| Németh Milán  | 5            | 2            | 28           | 14.0         | 0            | 31           |
| Varga Norbert | 5            | 1            | 6            | 6.0          | 0            | 6            |
| Total         | 5            | 8            | 121          | 15.1         | 0            | 31           |
| Opponents     | 5            | 10           | 120          | 12.0         | 0            | 26           |

### Kick Returns
| KICK RETURNS       | KICK RETURNS | KICK RETURNS | KICK RETURNS | KICK RETURNS | KICK RETURNS | KICK RETURNS |
|                    | GP           | No.          | Yds          | Avg          | TD           | Long         |
| ------------------ | ------------ | ------------ | ------------ | ------------ | ------------ | ------------ |
| Cseh-Németh István | 4            | 10           | 230          | 23.0         | 0            | 37           |
| Foray Zoltán       | 5            | 9            | 197          | 21.9         | 0            | 34           |
| Németh Milán       | 5            | 4            | 111          | 27.8         | 0            | 30           |
| Kiss Dávid         | 5            | 1            | 0            | 0.0          | 0            | 0            |
| Horváth Zoltán     | 4            | 1            | 18           | 18.0         | 0            | 18           |
| Vidovics Ferenc    | 5            | 1            | 0            | 0.0          | 0            | 0            |
| Total              | 5            | 26           | 556          | 21.4         | 0            | 37           |
| Opponents          | 5            | 19           | 243          | 12.8         | 0            | 35           |

### Interceptions
| INTERCEPTIONS | INTERCEPTIONS | INTERCEPTIONS | INTERCEPTIONS | INTERCEPTIONS | INTERCEPTIONS | INTERCEPTIONS |
|               | GP            | No.           | Yds           | Avg           | TD            | Long          |
| ------------- | ------------- | ------------- | ------------- | ------------- | ------------- | ------------- |
| Kiss Rudolf   | 5             | 1             | 30            | 30.0          | 0             | 30            |
| Total         | 5             | 1             | 30            | 30.0          | 0             | 30            |
| Opponents     | 5             | 7             | 117           | 16.7          | 1             | 58            |

### Defensive Stats
| DEFENSIVE STATS     | DEFENSIVE STATS | DEFENSIVE STATS | DEFENSIVE STATS | DEFENSIVE STATS | DEFENSIVE STATS | DEFENSIVE STATS | DEFENSIVE STATS | DEFENSIVE STATS | DEFENSIVE STATS | DEFENSIVE STATS | DEFENSIVE STATS | DEFENSIVE STATS | DEFENSIVE STATS |
|                     |                 | Tackles         | Tackles         | Tackles         | Tackles         | Sacks           | Pass Def        | Pass Def        | Pass Def        | Fumbles         | Fumbles         | Blkd            | Blkd            |
| Defensice Leaders   | GP              | Solo            | Ast             | Total           | TFL/Yds         | No-Yds          | Int-Yds         | BrUp            | QBH             | Rcv-Yds         | FF              | Kick            | Saf             |
| ------------------- | --------------- | --------------- | --------------- | --------------- | --------------- | --------------- | --------------- | --------------- | --------------- | --------------- | --------------- | --------------- | --------------- |
| Kiss Rudolf         | 5               | 22              | 8               | 26.0            | 3.0-7           | 1.0-4           | 1-30            |                 | 1-0             |                 |                 | 1               |                 |
| Dezső Tamás         | 5               | 16              | 10              | 21.0            | 1.5-5           |                 |                 |                 |                 |                 |                 |                 |                 |
| Varga Norbert       | 4               | 19              | 3               | 20.5            |                 |                 |                 |                 |                 |                 |                 |                 |                 |
| Takács Endre        | 5               | 17              | 6               | 20.0            | 3.5-28          | 1.0-6           |                 |                 |                 |                 |                 |                 |                 |
| Pintér Tamás        | 5               | 11              | 9               | 15.5            | 5.5-42          | 1.5-27          |                 |                 |                 | 1-0             |                 | 1               |                 |
| Bábel Tibor         | 4               | 10              | 1               | 10.5            |                 |                 |                 |                 |                 |                 |                 |                 |                 |
| Peti János          | 5               | 7               | 5               | 9.5             | 2.5-4           |                 |                 |                 |                 |                 |                 |                 |                 |
| Böröndi Krisztián   | 5               | 7               | 2               | 8.0             | 1.0-2           |                 |                 |                 |                 |                 |                 |                 |                 |
| Kepe Károly         | 5               | 7               | 1               | 7.5             |                 |                 |                 |                 |                 |                 |                 |                 |                 |
| Mozsolics Ferenc    | 4               | 6               | 1               | 6.5             |                 |                 |                 |                 |                 |                 |                 |                 |                 |
| Tálos Tamás         | 5               | 5               | 1               | 5.5             | 0.5-1           |                 |                 |                 |                 |                 |                 | 1               |                 |
| Vidovics Attila     | 5               | 4               | 1               | 4.5             |                 |                 |                 |                 |                 |                 |                 |                 |                 |
| Bévárdi Kornél      | 3               | 4               | 1               | 4.5             |                 |                 |                 |                 |                 |                 |                 |                 |                 |
| Varga Gábor         | 3               | 2               | 3               | 3.5             | 0.5-1           |                 |                 |                 |                 |                 |                 | 1               |                 |
| Szabó Levente       | 4               | 1               | 4               | 3.0             | 0.5-9           | 0.5-9           |                 |                 |                 | 1-0             |                 |                 |                 |
| Szabó István        | 4               | 3               |                 | 3.0             |                 |                 |                 |                 |                 |                 |                 |                 |                 |
| Németh Attila Gábor | 1               | 2               | 1               | 2.5             | 0.5-0           |                 |                 |                 |                 |                 |                 |                 |                 |
| Tomasics József     | 4               | 2               |                 | 2.0             |                 |                 |                 |                 |                 |                 |                 |                 |                 |
| Foray Zoltán        | 5               | 1               |                 | 1.0             |                 |                 |                 |                 |                 | 1-0             |                 |                 |                 |
| Szilágyi Roland     | 2               | 1               |                 | 1.0             |                 |                 |                 |                 |                 |                 |                 |                 |                 |
| Nyakas László       | 5               | 1               |                 | 1.0             |                 |                 |                 |                 |                 |                 |                 |                 |                 |
| Németh Milán        | 5               | 1               |                 | 1.0             |                 |                 |                 |                 |                 |                 |                 |                 |                 |
| Tóth Tamás          | 2               |                 | 1               | 0.5             |                 |                 |                 |                 |                 |                 |                 |                 |                 |
| Őri Gergely         | 3               |                 | 1               | 0.5             |                 |                 |                 |                 |                 |                 |                 |                 |                 |
| Klein Márk          | 3               |                 | 1               | 0.5             |                 |                 |                 |                 |                 |                 |                 |                 |                 |
| Vidovics Ferenc     | 5               |                 |                 |                 |                 |                 |                 |                 |                 |                 |                 | 1               |                 |
| Őri Árpád           | 5               |                 |                 |                 |                 |                 |                 |                 |                 |                 |                 |                 | 1               |
| Total               | 5               | 154             | 64              | 186.0           | 20-111          | 4-46            | 1-30            |                 |                 | 5-0             | 1               | 9               | 2               |
| Opponents           | 5               | 160             | 60              | 190.0           | 27-157          | 4-16            | 7-117           | 4               |                 | 2-0             | 2               | 3               | 1               |

## Játékosok
- 46 Bábel Tibor CB
- 33 Bévárdi Kornél FB
- 04 Bodnár Attila QB
- 48 Böröndi Krisztián LB/SS
- 13 Cseh-Németh István WR
- 85 Dávidovics László WR
- 26 Dala Krisztián WR
- 55 Dezső Tamás LB
- 80 Foray Zoltán WR
- 66 Gál Gábor OT
- 73 Hervai Zoltán C
- 60 Hokkmann Ferenc G
- 27 Horváth Zoltán RB
- 12 Katona Márk QB
- 11 Kepe Károly CB
- 42 Kiss Dávid TE
- 54 Kiss Rudolf LB
- 30 Klein Márk CB
- 79 Mózer Péter G
- 63 Mozsolics Ferenc DE/LB
- 19 Németh Milán WR
- 66 Németh Attila Gábor G
- 68 Nyakas László OT
- 38 Őri Árpád RB
- 89 Őri Gergő WR
- 22 Peti János RB
- 99 Pintér Tamás DE
- 56 Szabó István LB
- 75 Szabó Levente DT
- 10 Szép Vendel QB
- 44 Szilágyi Roland CB
- 78 Tálos Tamás DT
- 50 Takács Endre LB
- 58 Tóth Tamás LB
- 69 Tomasics József OT
- 35 Vági János LB
- 76 Varga Gábor DT/DE
- 29 Varga Norbert FS
- 88 Vidovics Attila TE
- 47 Vidovics Ferenc TE

## Rekordok
A 2006-os szezonban elért legjobb egyéni eredmények a Nagykanizsa Demons csapatában:

### Szezonban
Rushing
- Attempts: 92 Horváth Zoltán
- Gained Yards: 605 Horváth Zoltán
- Loss Yards: 120 Horváth Zoltán
- Net Yards: 485 Horváth Zoltán
- Average Yards: 13.0 Kiss Rudolf
- Touchdowns: 5 Horváth Zoltán
- Longest: 35 Horváth Zoltán
- Avg/G: 124 Horváth Zoltán

Passing
- Efficienty: 130.49 Bodnár Attila
- Attempts: 98 Bodnár Attila
- Completions: 48 Bodnár Attila
- Interceptions: 5 Bodnár Attila
- Pct: 49.0 Bodnár Attila
- Yards: 795 Bodnár Attila
- Touchdowns: 7 Bodnár Attila
- Longest: 44 Bodnár Attila
- Avg/G: 159.0 Bodnár Attila

Receiving
- Receptions: 25 Németh Milán
- Receiving Yards: 503 Németh Milán
- Average: 20.1 Németh Milán
- Touchdowns: 5 Németh Milán
- Longest: 44 Németh Milán
- Avg/G: 100.6 Németh Milán

Punting
- Nr: 11 Németh Milán
- Yds: 392 Németh Milán
- Average Yards: 35.6 Németh Milán
- Longest: 54 Németh Milán
- In20: 1 Németh Milán

Punt Returns
- Nr: 5 Foray Zoltán
- Gained Yards: 87 Foray Zoltán
- Average: 17.4 Foray Zoltán
- Longest: 31 Németh Milán

Kick Returns
- Nr: 10 Cseh-Németh István
- Yards: 230 Cseh-Németh István
- Average: 27.8 Cseh-Németh István
- Longest: 37 Cseh-Németh István

Interceptions
- Nr: 1 Kiss Rudolf
- Yards: 30 Kiss Rudolf
- Average: 30 Kiss Rudolf
- Longest: 30 Kiss Rudolf

Defensive Stats:
- Tackle Solo: 22 Kiss Rudolf
- Tackle Ast: 10 Dezső Tamás
- Sacks: 27 Pintér Tamás

PAT
- Attempts: 20 Takács Endre
- Completed: 16 Takács Endre
- Pct: 80 Takács Endre

### Mérkőzésen
Rushing
- Legtöbb futás: 32 Horváth Zoltán, vs. Zala Predators
- Legtöbb futott yard: 357 Horváth Zoltán, vs. Zala Predators
- Legtöbb vesztett yard: 88 Horváth Zoltán, vs. Győr Sharks
- Legtöbb szerzett yard: 357 Horváth Zoltán, vs. Zala Predators
- Leghosszabb futás (yard): 35 Horváth Zoltán, vs. Zala Predators
- Legtöbb TD: 4 Horváth Zoltán, vs. Zala Predators

Passing
- Legtöbb passz: 26 Bodnár Attila, vs. Budapest Black Knights
- Legtöbb sikeres passz: 15 Bodnár Attila, vs. Budapest Black Knights
- Legtöbb sack: 2 Bodnár Attila, vs. Budapest Black Knights
- Legtöbb passzolt yard: 246 Bodnár Attila, vs. Budapest Black Knights
- Legtöbb TD: 3 Bodnár Attila, vs. Budapest Black Knights
- Leghosszabb passz: 44 Bodnár Attila, vs. North Pest Vipers

Receiving
- Legtöbb elkapás: 7 Németh Milán, vs. Győr Sharks
- Legtöbb szerzett yard: 143 Németh Milán, vs. Győr Sharks
- Legtöbb TD: 2 Németh Milán, vs. Győr Sharks
- Leghosszabb elkapás: 44 Németh Milán, vs. North Pest Vipers

Punting
Punt Returns
Kick Returns
Interceptions
Defensive Stats
PAT

## Látogatottság
A Nagykanizsa Demons mérkőzéseit összesen 1710 fő nézte meg (342 néző/mérkőzés), ebből 610-en a Demons két hazai meccsén, 1100 néző pedig idegenben.